# Церковь Агулецоц
Церковь Святой Богородицы (арм. Սուրբ Աստվածածին եկեղեցի) или Церковь Агулецоц (арм. Ագուլեցոց եկեղեցի) — разрушенный храм Армянской Апостольской церкви в городе Шуша, в Азербайджане.

## История
Судя по названию церкви, она была построена выходцами из города Агулис (сегодня это село Ашагы-Айлис Ордубадского района Нахичеванской АР Азербайджана), поскольку Агулецоц (арм. Ագուլեցոց) в переводе с армянского будет означать «Агулисцев», т.е. церковь агулисцев. До возведения храма Казанчецоц Агулецоц был самым большим в городе, поэтому назывался соборным. Как сообщает надпись на стенах, храм Агулецоц...

построили благородные князья и родные сыновья... Тер-Матевоса-Тарумянца на собственные средства... в лето господское 1822— Мкртчян Ш. М. Историко-архитектурные памятники Нагорного Карабаха

## Архитектура

Остатки церкви

Церковь Агулецоц имела размеры 28.9х17.5м. Она стояла на многоступенчатом цоколе, представляя собой крестообразную снаружи и прямоугольную изнутри центральнокупольную залу. С алтаря открывались входы на двухэтажные приделы, которые были расположены по обеим сторонам от него. На двускатной крыше храма высоко возвышалась тройка ротонд-колоколен. Как сообщает историк Макар Бархударянц, церковь Агулецоц имела 27 магазинов и собственное поместье. Как значительный памятник архитектуры, храм во много предопределил облик центра Шуши. Впоследствии вблизи церкви Агулецоц были построены театр Хандамирова, городской парк, трехэтажное здание городского клуба, ряд учебных и торговых зданий и храм Казанчецоц.
У церкви было три входа, при двух из них (южном и северном) были притворы. На крыше были расположены две колокольни — над восточными и западными щипцами. Таким образом, собор стал ещё одним культовым центром Шуши. На крыше были две колокольни над западным и восточными щипцами. Таким образом, собор стал местом больших представительных и общественных собраний, культовым и общественно-торговым центром.